# Chersotis pallescens
Chersotis pallescens är en fjärilsart som beskrevs av Stephens 1924. Chersotis pallescens ingår i släktet Chersotis och familjen nattflyn. Inga underarter finns listade i Catalogue of Life.